# Volksverhetzer (Band)
Volksverhetzer war eine Rechtsrock-Band aus Sonneberg und Suhl in Südthüringen, die auch unter dem Namen VV1 auftrat. Ihre Mitglieder sind heute unter dem Namen Sturmangriff weiterhin in der Neonazi-Skinheadszene aktiv.
Die fünfköpfige Band wurde 1996 gegründet und erlangte rasch überregionale Bekanntheit. 1997 veröffentlichte sie eine Split-CD mit Veit unter dem Titel Unsere Einigkeit macht uns zur Macht auf dem 1997 vom späteren NPD-Bundesgeschäftsführer Frank Schwerdt gegründeten Label „Vortrag-Buch-Reise“ (VBR). Die CD wurde am 7. Mai 1999 bundesweit beschlagnahmt.
In deren Texten heißt es z. B. in dem Song Blutrausch, dass man „sich besser fühlt“, wenn man „Bunte aufklatscht“, und weiter „Mitten im Gefecht hörst du auf zu denken, du willst nur noch töten, keiner kann dich lenken“. Weiterhin wird zur Gewalt gegen Richter aufgerufen, die rechte Jugendliche verurteilt haben. Schwerdt wurde Ende Oktober 1998 für schuldig befunden, als Geschäftsführer des rechtsextremistischen Verlages VBR die gewaltverherrlichende CD und den Verkauf von etwa 2500 Exemplaren organisiert zu haben, und musste dafür eine sechsmonatige Haftstrafe verbüßen.
Nach der Auflösung der Band gründeten ehemalige Bandmitglieder die Rechtsrock-Band „Sturmangriff“, die seit Ende 1998 auf mehreren Neonazi-Konzerten insbesondere im Raum Thüringen spielte.

## Diskografie
- Volksverhetzer & Veit: Unsere Einigkeit macht uns zur Macht (1997, Split-Album, beschlagnahmt am 7. Mai 1999)